# Phalonidia silvestris
Phalonidia silvestris es una especie de polilla del género Phalonidia, categorizada en la tribu Cochylini, de la subfamilia Tortricinae. Fue descrita por Kuznetzov en 1966.
Fue publicada en Trud. Zool. Inst. Leningrad 37: 198. Se distribuye por Europa: Rusia, en Óblast de Amur, aproximadamente a 40 kilómetros al oeste de Svobodni.